# أوقستي لودفيغ
أوقستي لودفيغ (بالألمانية: Auguste Ludwig)‏ هي رسامة ألمانية، ولدت في 1834 في غريفنتال في ألمانيا، وتوفيت في 1901 في ألمانيا.